# Johan Heinrich Dumreicher
Johan Heinrich Dumreicher (Født 2. december 1703 i Schwaben, død 12. april 1761) var en nederlandsk arkitekt og bygmester, som af Frederik Danneskiold-Samsøe blev indkaldt til Danmark for at stå for byggeriet af et dokanlæg i København. Han udførte arbejdet trods store vanskeligheder. I 1747 blev han optaget i den københavnske frimurerloge Zorobabel.
På Frederik 5.s fødselsdag 1757 blev han adlet for sine fortjenester og fordanskede samtidig sit navn, men slægten uddøde allerede ved Dumreichers søn kaptajnløjtnant Georg Severin Dumreichers for tidlige død 3. august 1774.
Johan Henrik Dumreichers yngste datter blev gift med admiral Poul de Løvenørn. Selv opnåede han titel af kommandørkaptajn i Søetaten inden sin død i 1761.